# Jan Hřebejk
Jan Hřebejk (pronunție în cehă [ˈjan ˈɦr̝ɛbɛjk]; n. 27 iunie 1967, Praga, Cehoslovacia) este un regizor de film ceh. 

## Viața și cariera
Născut la Praga, Hřebejk a absolvit liceul în 1987 și și-a continuat studiile la Școala de Film și Televiziune a Academiei de Actorie din Praga (Filmová a televizní fakulta Akademie múzických umění v Praze, FAMU) din 1987 până în 1991. A studiat la FAMU alături de Petr Jarchovský, colegul său de clasă de la liceu și, ulterior, colaborator frecvent al său ca scenarist. 
În timp ce se afla la FAMU, Hřebejk a regizat și produs două scurtmetraje, Tot ceea ce ați vrut să știți despre sex, dar v-a fost teamă să întrebați (1988) și 1948 AD (1989),  după scenarii scrise de colegul său de clasă Petr Zelenka. Debutul său regizoral profesionist a fost un scurtmetraj produs pentru televiziunea cehă, Nedelejte nic, pokud k tomu nemáte vázny duvod (1991), scris tot de Zelenka. Filmele sale au atras atenția telespectatorilor și criticilor și au fost proiectate în cadrul festivalurilor studențești de film. 
De asemenea, în timp ce se aflau la FAMU, Hřebejk și Jarchovský au scris un scenariu de comedie despre o tabără de vară de pionieri, Pějme píseň dohola. Acest scenariu a fost filmat în 1990 ca un lungmetraj al regizorului Ondřej Trojan și al cameramanului Asen Šopov. În 1992, Hřebejk a filmat o versiune a tezei sale de licență FAMU, o interpretare a piesei de teatru The Charity Ball de Egon Hostovský. 
A urmat Šakalí léta, o comedie rock and roll care are loc în anii 1950 și primul succes major de box-office al lui Hřebejk. Filmul a fost scris de Jarchovský, pe baza unei povești de Petr Šabach și a câștigat patru premii Leul Ceh, inclusiv pentru cel mai bun film și cel mai bun regizor (acordat lui Hřebejk). În 1996, Hřebejk a regizat un serial TV pentru copii, Kde padají hvězdy, care a fost transmis în toată Europa. Anul următor, Hřebejk și Jarchovský au câștigat premii din partea Asociației de Film și Televiziune și a Fondului Literar pentru contribuția lor la emisiuni dramatice de televiziune, pentru cele trei episoade scrise de cei doi pentru serialul de televiziune Bachelors. 
Echipa de scriere și producție din spatele filmului Šakalí léta s-a reunit ulterior pentru alte două filme, Pelíšky (1999) și Musíme si pomáhat (2000), ambele cu un succes enorm în Republica Cehă. Musíme si pomáhat, care are loc în 1939 în Cehoslovacia ocupată de naziști, a fost selectat ca propunere a Cehiei pentru cel mai bun film străin la a 73-a ediție a premiilor Oscar, dar nu a fost nominalizat.
Filmul său din 2009, Kawasakiho růže, a fost selectat ca propunere a Cehiei pentru cel mai bun film străin la a 83-a ediție a premiilor Oscar, dar nu a fost nominalizat.

## Filmografie
Cinema
- "Co všechno chcete vědět o sexu a bojíte se to prožít", 1988" – student movie
- 1948 AD ("L.P. 1948", 1989) – scurtmetraj
- Do Nothing Because You've Got No Good Reason ("Nedělejte nic, pokud k tomu nemáte vážný důvod", 1991) – scurtmetraj
- Big Beat ("Šakalí léta", 1993)
- Czech Soda ("Česká soda", 1998)
- Cosy Dens ("Pelíšky", 1999)
- Divided We Fall ("Musíme si pomáhat", 2000) –   nominalizare Oscar 2001
- Pupendo (2003)
- Up and Down ("Horem pádem", 2004)
- Beauty in Trouble ("Kráska v nesnázích", 2006)
- Teddy Bear (2007 film) ("Medvídek") 2007
- I'm All Good ("U mě dobrý", 2008)
- Shameless ("Nestyda", 2008)
- Kawasaki's Rose ("Kawasakiho růže", 2009)
- Innocence ("Nevinnost", 2011)
- The Holy Quaternity ("Svatá Čtveřice", 2012)
- Honeymoon ("Líbánky" 2013)
- Icing ("Zakázané uvolnění", 2014)
- The Teacher ("Učitelka", 2016)

Televiziune
- The Charity Ball ("Dobročinný večírek", 1992)
- Czech Soda ("Česká soda", 1993–97) – show, serie TV
- GEN: The Gallery of the Nation's Elite ("GEN: Galerie elity národa", 1993–94) – documentar
  - Vladimír Jiránek de Jan Hřebejk ("Vladimír Jiránek pohledem Jana Hřebejka)
- GENUS ("GENUS", 1995–96) – documentar
  - Michal Viewegh de Jan Hřebejk
  - Vladimír Mišík de Jan Hřebejk
  - Dominik Hašek de Jan Hřebejk
- 60 ("60", 1996) – documentar
- How's the Living ("Jak se žije", 1997) – scurtmetraj documentar, serie TV
- Where Stars Fall ("Kde padají hvězdy", 1996) – serie TV
- The Last Concert ("Poslední koncert", 1997)
- The Window ("Okno, 1997) – short
- The Good News ("Dobrá zpráva", 1997)

Teatru
- Tomorrow There Will Be... ("Zítra se bude..., 2010) – opera

### Actor
- Co všechno chcete vědět o sexu a bojíte se to prožít (1988) – student
- Šeptej (1996) ca Woody
- Year of the Devil ("Rok ďábla", 1996)
- Amazing Rock'n'roll in the Czech Republic, or Go Jack, go ("Úžasný rokenrol v Čechách aneb Jeď, Honzo, jeď", 2002) rolul său
- The Operation Hockey ("Operace Hokejdo", 2004) rolul său
- The Greatest of the Czechs ("Největší z Čechů", 2010) - předseda grantové komise
- The Freaky Years of the Czech Film ("Rozmarná léta českého filmu", 2011) – documentar, rolul său

### Alte contribuții
- Să cântăm o melodie („Pějme píseň dohola”, 1990) - scriitor și narator